# Lawrence Huntington
Pour les articles homonymes, voir Huntington.
Lawrence Huntington est un réalisateur et scénariste britannique, né le 9 mars 1900 à Londres et mort dans la même ville le 29 novembre 1968.

## Filmographie partielle

### Réalisation
- 1936 : The Bank Messenger Mystery
- 1941 : Rapt de femmes (The Patient Vanishes)
- 1941 : La Tour de la terreur (Tower of Terror)
- 1946 : Service secret contre bombe atomique (Night Boat to Dublin)
- 1946 : Recherché pour meurtre (en)  (Wanted for Murder)
- 1947 : La Vengeance du docteur Joyce (en) (The Upturned Glass]
- 1949 : Le Déserteur (en) (Man on the Run)
- 1951 : The Franchise Affair (en)
- 1954 : Destination Milan
- 1955 : Meurtre, Drogue et Compagnie (Contraband Spain) coréalisé avec Julio Salvador (es)
- 1966 : The Vulture (en)

### Scénario
- 1954 : Impulse de Cy Endfield
- 1954 : Destination Milan
- 1969 : Le Cercueil vivant (The Oblong Box) de Gordon Hessler